# Orodara
Orodara ist eine Stadt (commune urbaine) und ein dasselbe Gebiet umfassendes Departement im äußersten Westen des westafrikanischen Staates Burkina Faso nahe der Grenze zu Mali, in der Region Hauts-Bassins gelegen und Hauptstadt der Provinz Kénédougou. Der in sieben Sektoren gegliederte Hauptort und die dazugehörigen sechs Dörfer haben 30.332 Einwohner (Zensus 2006). Orodara ist Zentrum des burkinischen Mango- und Orangenanbaus.